# 林武 (1955年)
林武（1955年8月—），男，汉族，广东清远人，中华人民共和国政治人物，中央人民政府驻香港特别行政区联络办公室原副主任，第十三届全国政协委员。